# چارلز سندرز پیرس
چارلز سندرز پیرس (به انگلیسی: Charles Sanders Peirce) (زاده ۱۰ سپتامبر ۱۸۳۹ – مرگ ۱۹ آوریل ۱۹۱۴) فیلسوف، منطقدان، ریاضی‌دان و دانشمند آمریکایی بود. برخی او را پدر پراگماتیسم می‌دانند. او در رشتهٔ شیمی تحصیل کرد به مدت ۳۰ سال به عنوان دانشمند مشغول به کار بود. امروزه او عمدتاً به خاطر نوآوری‌هایش در منطق، ریاضیات، فلسفه، روش‌شناسی علمی، نشانه‌شناسی و بنیان‌گذاشتن عمل‌گرایی شناخته می‌شود.

نظریات او در حوزه نشانه‌شناسی بسیار مهم و تأثیر گذار بودند. او در سال ۱۸۸۶ این ایده را مطرح کرد که می‌توان عملیات منطقی را توسط مدارهای متغیر الکتریکی هم به انجام رسانده و در آنها به نمود رساند. همین ایده چند دهه بعد به مقدمه ای برای تولید کامپیوترهای دیجیتالی تبدیل می‌شود.